# Cartílag hialí
El cartílag hialí o cartílag articular és una varietat de teixit cartilaginós, que té com a components:

## Matriu extra-cel·lular cartilaginosa
- Fibres col·làgenes del tipus II.
- Substància fonamental amorfa (condrina). Que és translúcida, homogènia, basòfila i metacromàtica. Formada per agregats de proteoglucans i glicosaminoglicans (condroitin sulfat i queratín sulfat).

La matriu extracel·lular es divideix en dues regions que són la 
- - Matriu territorial. Envoltant cada llacuna. Poques fibres colagenas i molta substància fonamental amorfa.
  - Matriu inter-territorial. Amb més fibres colagenes i menys substància fonamental amorfa.

## Composició cel·lular
- Condroblasts. Són els encarregats de sintetitzar la matriu cartilaginosa. Una vegada queden envoltats per aquesta, passen a denominar-se condròcits. Els condroblastes tenen el seu origen en: 
  - Cèlvlules condrogèniques, en el cas dels adults.
  - Cèl·lules mesenquimàtiques en el cas dels embrions.

Contenen un complex de Golgi, un RER, mitocondris, glucógen i vesícules.
- Condròcits. Una vegada queden envoltats de matriu, els condroblasts passen a ser condròcits, la finalitat dels quals és el manteniment de la matriu que ha estat sintetitzada pels condroblasts.

Contenen la maquinària metabòlica dels condroblasts, però es diferencien per tenir una major quantitat de lípids i glucogen.
Tenen una activitat variable, podent ser actius o inactius.

## Pericondri
El pericondri una beina de teixit conjuntiu que recobreix el cartílag a fi de nodrir-lo i alimentar-lo. Té dues capes: 
- Capa externa o fibrosa. Formada per: 
  - Fibroblasts
  - Col·làgena del tipus I
- Capa interna, cel·lular.
  - Cèl·lules condrogèniques.

La finalitat del pericondri és la nutrició i creixement de la placa de cartílag.